# Idar-Oberstein
Idar-Oberstein je město v okrese Birkenfeld na jihozápadě Německa ve spolkové zemi Porýní-Falc. V souladu s právními předpisy příslušné spolkové země má Idar-Oberstein statut města s rozšířenou působností, v německé terminologii se jedná o tzv. Große kreisangehörige Stadt, jehož správa vykonává některé úkoly, přináležející správě okresu.

## Geografická charakteristika
Město se rozkládá na březích řeky Nahe, protékající podél jižních svahů pohoří Hunsrück, při hranicích Národního parku Hunsrück-Hochwald (Nationalpark Hunsrück-Hochwald). Pokud jde o větší města v okolí, Idar-Oberstein leží 50 km směrem na východ od Trieru a 35 km severozápadně od Kaiserslauternu. Zdrojem pitné vody pro město je Steinbašská přehrada (Steinbachtalsperre).

## Historie
Město Idar-Oberstein vzniklo sloučením několika měst a obcí teprve v roce 1933 na základě tehdejší správní reformy. V roce 1933 se Idar-Oberstein skládal pouze ze čtyř místních částí. Dva největší celky byly Idar a Oberstein, k nimž byly připojeny ještě Algenrodt a Tiefenstein. Toto původní jádro mělo k 31. 12. 2015 celkem 20 066 obyvatel.

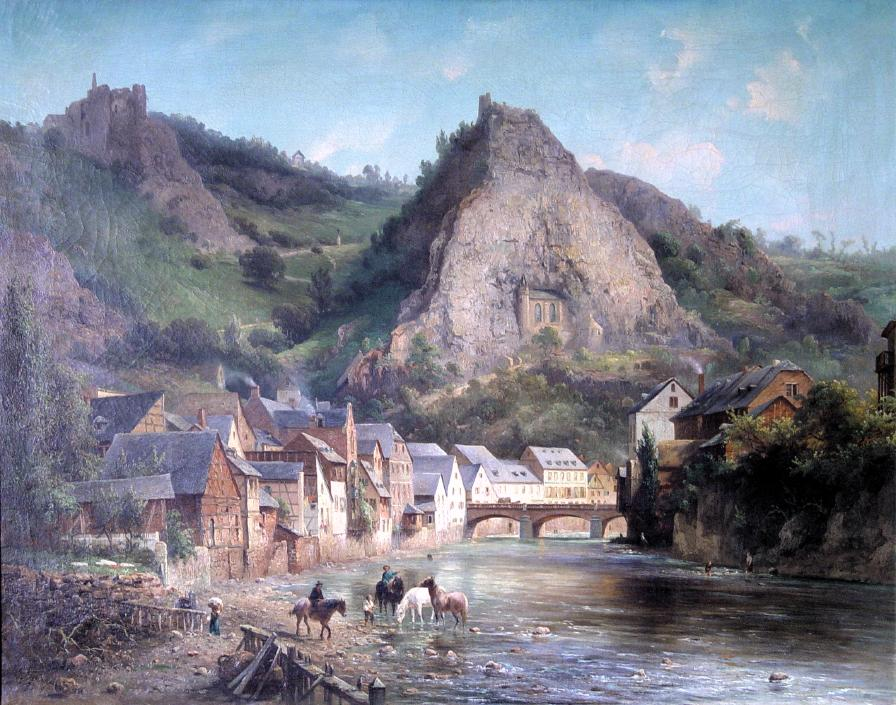
Oberstein v 19. století (olejomalba z roku 1875)

V důsledku nové správní reformy z přelomu let 1969/70 bylo k městu připojeno ještě dalších 9 obcí: Enzweiler, Georg-Weierbach, Göttschied, Mittelbollenbach,  Hammerstein, Kirchenbollenbach, Nahbollenbach, Regulshausen a Weierbach.
Do roku 1933 každé z uvedených měst a obcí vytvářelo své vlastní dějiny.

## Šperkařská tradice

### Drahokamy od řeky Nahe
Již od středověku se v okolí Idar-Obersteinu sbíraly a těžily drahé kameny, zejména acháty. Díky bohatství zdejších nalezišť se v jednotlivých sídlech podél řeky Nahe a Idarského potoka (Idarbach) vyvinula brusičská a šperkařská tradice, díky níž Idar-Oberstein získal světovou proslulost. Paradoxně k tomu přispěla i skutečnost, že v období od 17. do 19. století se z hospodářských důvodů řada občanů z této oblasti vystěhovala do ciziny. Docházelo k tomu zejména od poloviny 18. století, kdy místní achátová ložiska začala být vyčerpaná. Lidé z oblasti Idar-Obersteinu se stěhovali jak na Východ, například do Haliče a do Uher, tak i na Západ, do severní a jižní Ameriky.

### Německé a brazilské acháty

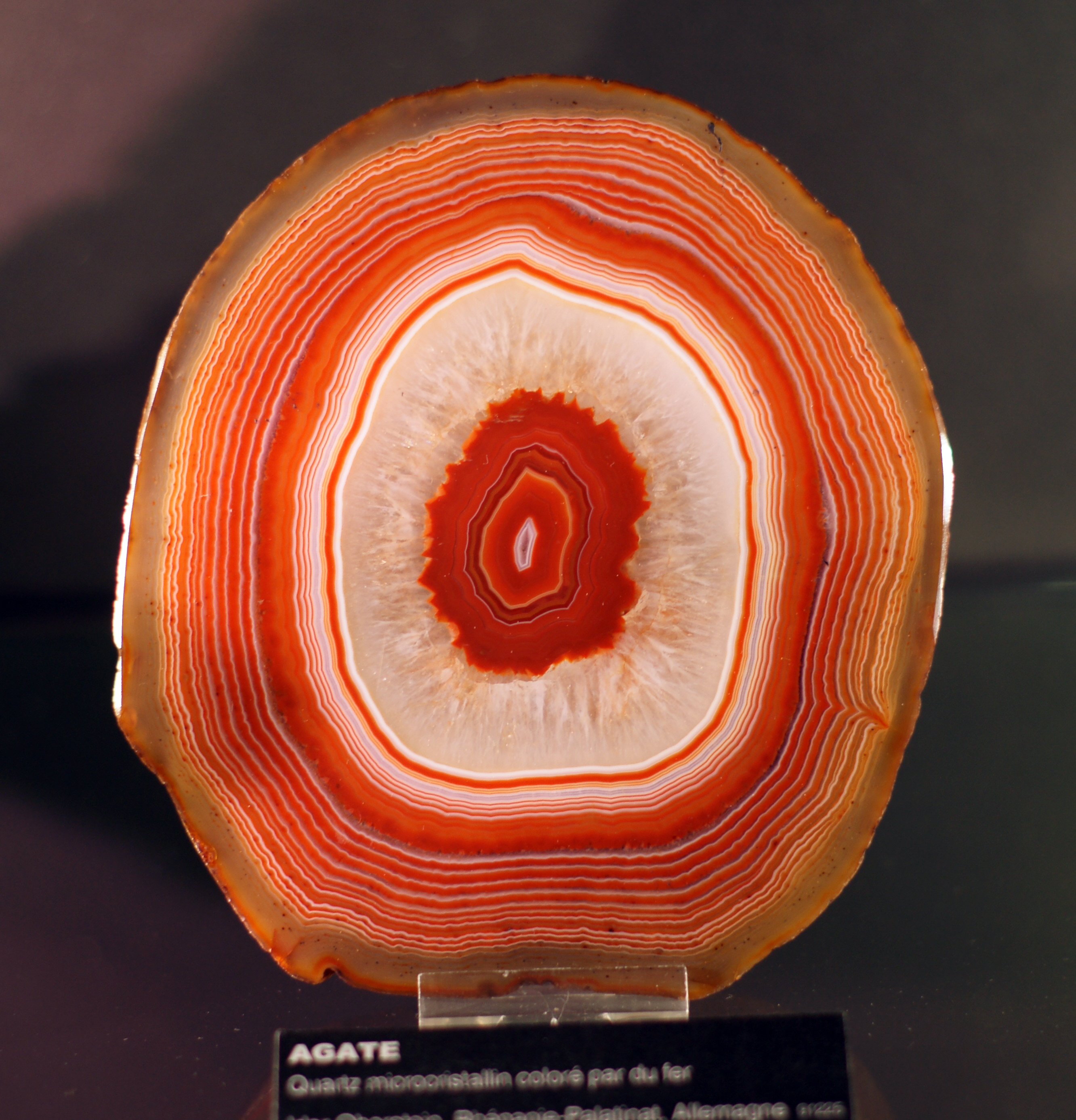
Vzorek achátu z Idar-Obersteinu v muzeu v Lausanne

Vystěhovalci, kteří se dostali do jižních oblastí Brazílie, zde na nalezištích místních achátů uplatnili své profesionální zkušenosti z někdejšího domova. Brazilské acháty, mnohdy podstatně větších rozměrů, než evropské, co do barevnosti sice nemohly konkurovat drahým kamenům, nacházejícím se v povodí řeky Nahe, ale byly vhodnou a nepříliš drahou surovinou, která mohla být po další úpravě použita ve šperkařství i při výrobě jiných předmětů. Němečtí obchodníci je proto začali dovážet do Evropy - první dodávka brazilských achátů byla vypravena do Obersteinu v roce 1834. Objev těchto zdrojů vhodné suroviny vedl k další emigrační vlně německých brusičů do jihobrazilského státu Rio Grande do Sul. Právě většinou potomci těchto brusičů a šperkařů z Idar-Obersteinu jsou dodnes dodavateli brazilských achátů do celého světa

## Památky těžby a broušení kamenů
V oblasti Idar-Obersteinu se nachází řada památek přístupných veřejnosti, které připomínají historii těžby drahých kamenů a místní šperkařskou tradici.
- Historische Weiherschleife - stará brusírna drahých kamenů. Objekt z roku 1634 s vodním kolem, poslední zachovaná brusírna u Idarbachu. Brusírna je dosud v provozuschopném stavu a návštěvníkům se v ní předvádí broušení drahých kamenů.[3]

- Edelsteinmine Steinkaulenberg - důl Steinkaulenberg, kde se do roku 1870 těžily drahé kameny pro šperkařský průmysl.[4]
- Deutsches Edelsteinmuseum - muzeum drahých kamenů v místní části Idar.[5]
- Deutsches Mineralienmuseum - mineralogické muzeum v centru Obersteinu. Vystavuje minerály a drahé kameny z celého světa a šperky, vyrobené v Idar-Obersteinu v 19. a 20. století.[6]
- Industriedenkmal Jakob Bengel - jeden z mála podniků, zaměřených na výrobu šperků a bižuterie, které v Idar-Obersteinu zůstaly v provozu do 21. století. Technická památka se nachází v místní části Oberstein na Wilhelmstraße nedaleko Mineralogického muzea. Návštěvníci se zde mohou seznámit z historii výroby šperků v letech 1870 - 1990.[7]

## Partnerská města
- Achicourt, Francie
- Les Mureaux, Francie
- Turnov, Česko
- Margate, Spojené království

## Zajímavost
Na seznamu rodáků a významných osobností, pocházejících z Idar-Obersteinu, má zvláštní místo americký herec Bruce Willis. Narodil se v tomto městě 19. března 1955 jako syn německé matky a amerického vojáka, sloužícího v Západním Německu, a po dvou letech s rodiči přesídlil do USA. Bruce Willis navštívil své rodné město v roce 2005 a při této příležitosti mu městská rada k jeho padesátinám udělila titul čestného velvyslance Idar-Obersteinu.